# Rosario (Agusan del Sur)
Rosario (Bayan ng Rosario) är en kommun i Filippinerna. Kommunen ligger på ön Mindanao, och tillhör provinsen Agusan del Sur. Folkmängden uppgår till 46 683 invånare år 2015.
Rosario är indelat i 11 barangayer.